# Квиннипэкский университет
Квиннипэкский университет (англ. Quinnipiac University) — частный университет, расположенный в Хамдене и Норт-Хейвене (штат Коннектикут, США). Основан в 1929 году как Коннектикутский колледж торговли, с 2000 года носит современное название.

## История
Основан в 1929 году профессором экономики и политологии Сэмюэлем Татором. Первоначально располагался в городе Нью-Хейвене и носил название — Коннектикутский колледж торговли. В 1935 году сменил название на Юниор-колледж коммерции. В 1943—1945 годах колледж был закрыт, так как почти все студенты были призваны в армию (Вторая мировая война). В 1945 году повторно открыт и принял около 800 студентов.
В 1951 году колледж очередной раз сменил названия и стал называться Квиннипэкский колледж, в честь индейского племени, когда-то населявшего территорию Большого Нью-Хейвена. С 1951 года колледж стал реализовывать 4-летние бакалаврские программы.
В 1966 году кампус колледжа был перенесён в город Хамден. В 1970-х годах в колледже стали реализовываться магистерские программы.
В 1995 году школа права Бриджпортского университета (Бриджпорт, штат Коннектикут) из-за финансовых проблем университета перешла в Квиннипэкский колледж. Благодаря этому Квиннипэкский колледж смог аккредитовать право на подготовку и присуждения степени доктор права.
В 2000 году Квиннипэкский колледж сменил статус на университет и стал называться Квиннипэкским университетом.
В 2010 году на пожертвования в 100 млн долларов от семьи американского хирурга и выдающегося медицинского художника-иллюстратора Фрэнка Неттера (1906—1991) в университете была открыта Медицинская школа имени Фрэнка Неттера.

## Структура университета
- Колледж искусств и наук
- Школа бизнеса
- Школа инженерии
- Школа коммуникаций
- Школа образования
- Школа права
- Школа медицинских наук

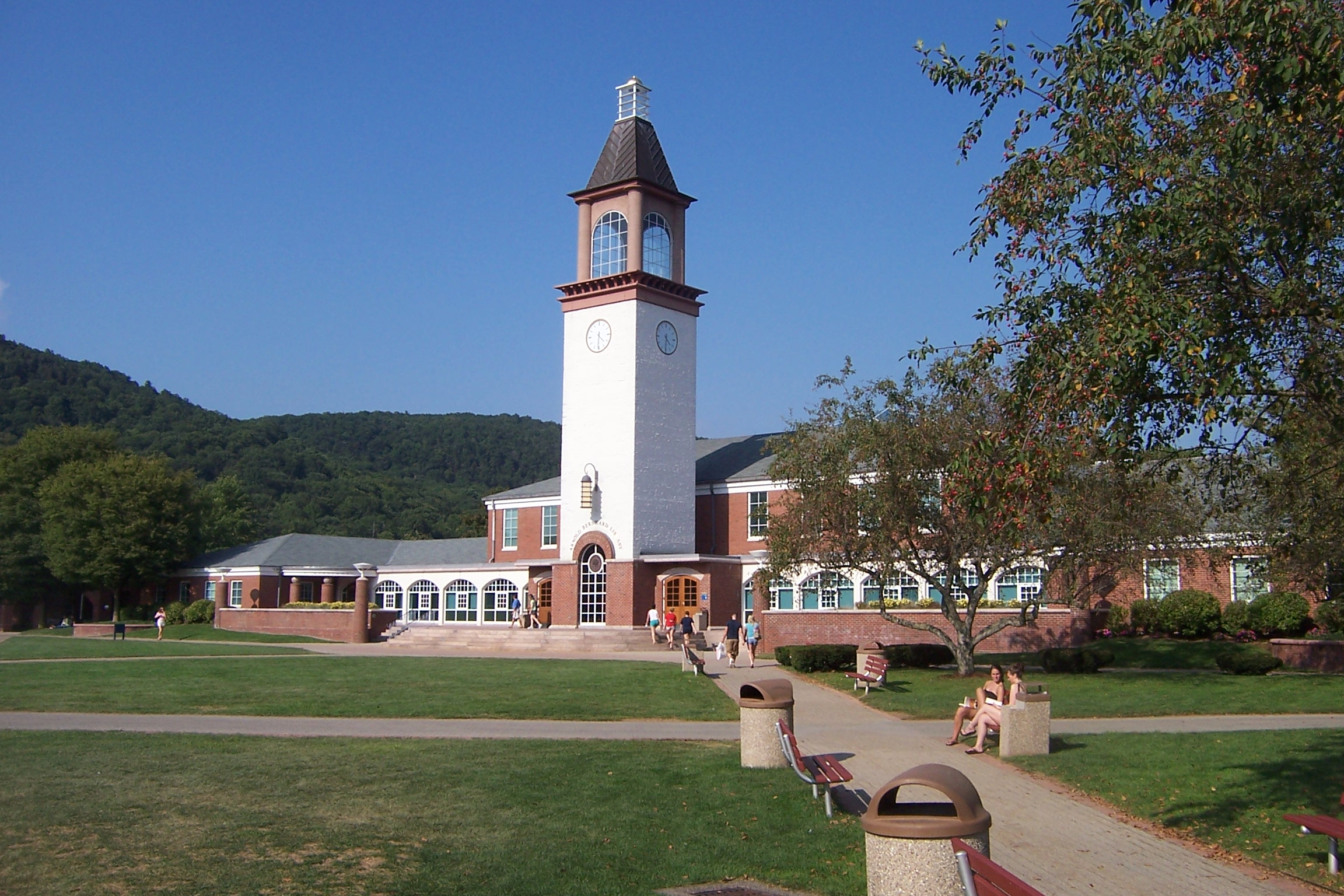
Библиотека университета

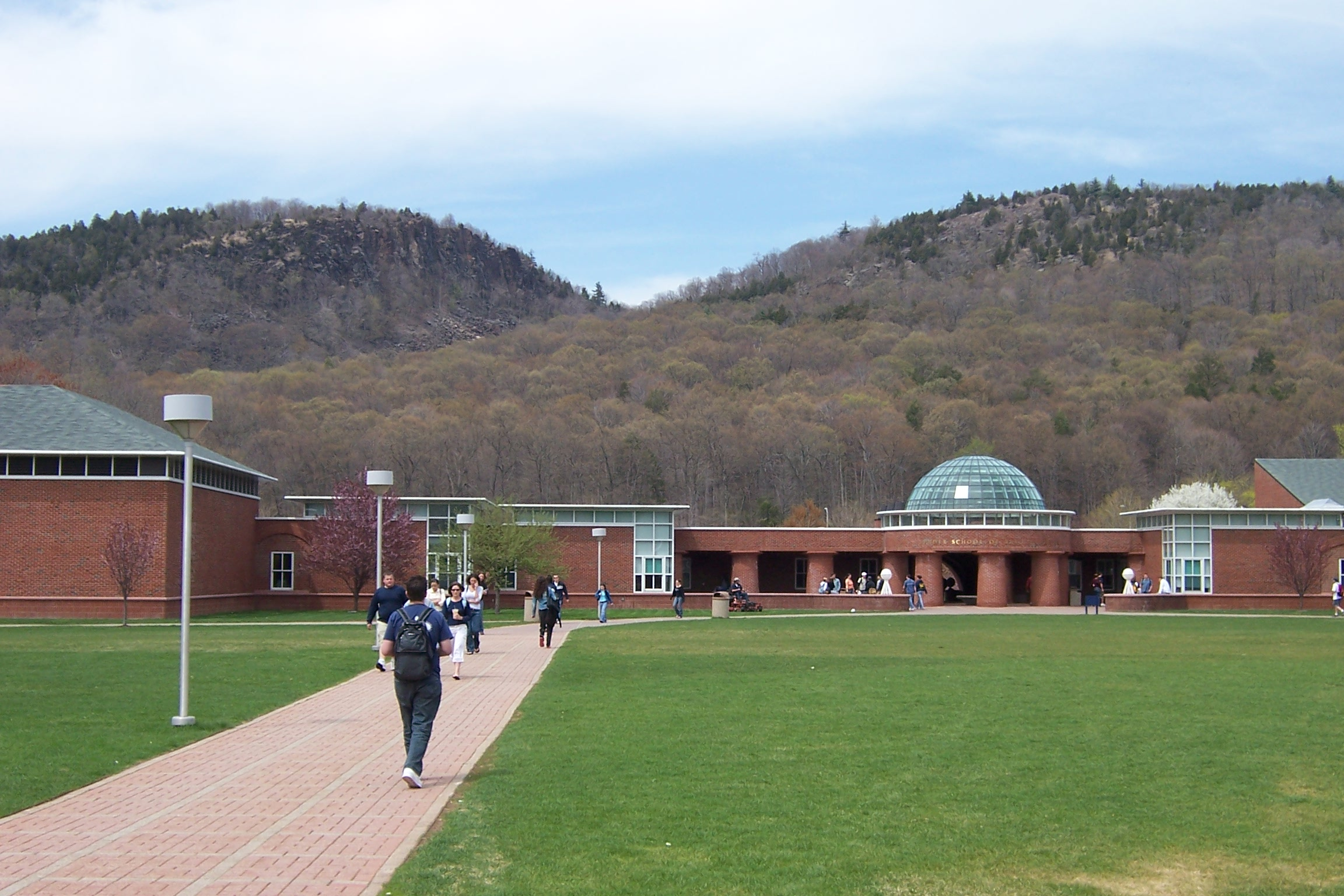
Школа бизнеса и техники в Кармел кампусе

- Школа медицины имени Фрэнка Неттера
- Школа медсестер

## Кампус
Квиннипэкский университет расположен в трёх кампусах:
- Кармел кампус — старейший кампус университета, в котором располагаются администрация университета, библиотека имени Арнольда Бернхарда, студенческий центр, большинство студенческих общежитий и спортивные площадки
- Йорк Хилл кампус, расположен в километре на запад от Кармел кампуса, в нём располагаются многофункциональный спортивный центр (баскетбольный зал вмещает 3570 зрителей; хоккейный — 3386 зрителей), дома для проживания и многочисленные парковки
- Кампус в Северном Хейвене, расположен в 5 километрах на восток от Кармел кампуса. В 2007 году университет приобрёл землю в количестве 0,4 кв. км. для строительства нового кампуса, в котором бы располагались здания профессиональных школ университета. В настоящее время в кампусе в Северном Хейвене располагаются школа медицины, медицинская школа, школа медсестёр, школа образования и школа права университета.